# Ernst Friedrich Sturm
Ernst Friedrich Sturm (* 23. März 1829 in Hüsingen; † 10. Januar 1876 in Freiburg im Breisgau) war ein deutscher Gymnasialprofessor, Erzähler, Dichter und Übersetzer.

## Leben
Sturm begann seine Ausbildung an der Bürgerschule in Schopfheim und setzte sie am Gymnasium in Basel und später am dortigen Pädagogium fort. 1847 wurde er Schüler am Lyzeum in Freiburg im Breisgau. Er wurde 1848 Mitglied der Burschenschaft Arminia Freiburg und war 1851 Mitbegründer der Freiburger Burschenschaft Teutonia.
1848 beteiligte er sich auf Seiten der Freischärler am Gefecht auf der Scheideck. Nach der Niederschlagung des Aufstands floh Sturm in die Schweiz. Das Hofgericht Freiburg verurteilte ihn in Abwesenheit wegen Hochverrat. An der Badischen Revolution beteiligte er sich nicht mehr.
Bis 1851 war er an der Universität Bern immatrikuliert. Er befasste sich hauptsächlich mit Philosophie, altdeutscher Grammatik und Physik. Als er sich 1851 zur Konskription im Großherzogtum Baden meldete, wurde er zunächst als ehemaliger Freischärler sechs Wochen inhaftiert. Nachdem ihn das Mannheimer Oberhofgericht am 12. Mai 1851 für verdachtlos erklärt hatte und das alte Freiburger Urteil revidierte, studierte er noch ein Jahr Philologie in Freiburg. 1952 zog er über Lausanne nach Nizza, wo er am Lycée impériale Professor wurde und 1859 heiratete. Der Deutsch-Französische Krieg von 1870/71 führte zu Anfeindungen gegen den Deutschen in Nizza, die ihn in die Heimat zurück führten. Sturm selbst wurde durch die deutsche Vereinigung von 1871 zu vaterländischen Gedichten angeregt. Nach einem gut dreijährigen Aufenthalt als Lehrer in Wiesbaden erhielt er eine Professur am Gymnasium in Freiburg, wo er bis zu seinem Tod 1876 französisch lehrte.
Sturm war auch als Erzähler, Dichter und Übersetzer tätig. Er sammelte Sagen, die er in Versen wiedergab. Seine Freiheitslieder publizierte er unter dem Pseudonym Erich Freimund. Während seines Aufenthalts in Nizza übersetzte Sturm auch literarische Werke aus dem Französischen und Englischen ins Deutsche, darunter auch Werke von William Wordsworth und Henry Wadsworth Longfellow. Daneben gibt es von ihm auch einzelne Literatur-Übersetzungen aus dem Flämischen und Schwedischen. Nach seiner Rückkehr nach Baden publizierte er seine Gedichte insbesondere in der in Waldshut erscheinenden Lokalzeitung Alb-Bote.

## Werke
- Ernst Friedrich Sturms nachgelassene Gedichte und Uebersetzungen in Auswahl. Waldshut, Zimmermann, 1878